# كيث جيبس
كيث جيبس (27 مايو 1929 في جنوب أفريقيا - ) (بالإنجليزية: Keith Gibbs)‏ هو لاعب كريكت جنوب أفريقي.

## وصلات خارجية
- كيث جيبس على موقع إي آس بي آن كريك إنفو (الإنجليزية)